# CART World Series 1995
CART World Series 1995 kördes över 17 omgångar, med Jacques Villeneuve som mästare.

## Delsegrare
| Bana             | Vinnare            | Team                 | Rapport |
| ---------------- | ------------------ | -------------------- | ------- |
| Miami            | Jacques Villeneuve | Team Green           | *       |
| Surfers Paradise | Paul Tracy         | Newman/Haas Racing   | *       |
| Phoenix          | Robby Gordon       | Walker Racing        | *       |
| Long Beach       | Al Unser Jr.       | Marlboro Team Penske | *       |
| Nazareth         | Emerson Fittipaldi | Marlboro Team Penske | *       |
| Indianapolis 500 | Jacques Villeneuve | Team Green           | *       |
| Milwaukee        | Paul Tracy         | Newman Haas          | *       |
| Detroit          | Robby Gordon       | Walker Racing        | *       |
| Portland         | Al Unser Jr.       | Marlboro Team Penske | *       |
| Road America     | Jacques Villeneuve | Team Green           | *       |
| Toronto          | Michael Andretti   | Newman/Haas Racing   | *       |
| Cleveland        | Jacques Villeneuve | Team Green           | *       |
| Michigan 500     | Scott Pruett       | Patrick Racing       | *       |
| Mid-Ohio         | Al Unser Jr.       | Marlboro Team Penske | *       |
| New Hampshire    | André Ribeiro      | Tasman Motorsports   | *       |
| Vancouver        | Al Unser Jr.       | Marlboro Team Penske | *       |
| Laguna Seca      | Gil de Ferran      | Jim Hall Racing      | *       |

### Miami
| Plats | Förare               | Team                |
| ----- | -------------------- | ------------------- |
| 1     | Jacques Villeneuve   | Team Green          |
| 2     | Maurício Gugelmin    | PacWest Racing      |
| 3     | Bobby Rahal          | Rahal-Hogan Racing  |
| 4     | Christian Fittipaldi | Walker Racing       |
| 5     | Scott Pruett         | Patrick Racing      |
| 6     | Raul Boesel          | Rahal-Hogan Racing  |
| 7     | Christian Danner     | Project Indy        |
| 8     | Jimmy Vasser         | Chip Ganassi Racing |
| 9     | Danny Sullivan       | PacWest Racing      |
| 10    | Bryan Herta          | Chip Ganassi Racing |

### Surfers Paradise
| Plats | Förare            | Team                  |
| ----- | ----------------- | --------------------- |
| 1     | Paul Tracy        | Newman/Haas Racing    |
| 2     | Bobby Rahal       | Rahal-Hogan Racing    |
| 3     | Scott Pruett      | Patrick Racing        |
| 4     | Maurício Gugelmin | PacWest Racing        |
| 5     | Danny Sullivan    | PacWest Racing        |
| 6     | Al Unser Jr.      | Marlboro Team Penske  |
| 7     | Eddie Cheever     | A.J. Foyt Enterprises |
| 8     | Raul Boesel       | Rahal-Hogan Racing    |
| 9     | Michael Andretti  | Newman/Haas Racing    |
| 10    | Eliseo Salazar    | Dick Simon Racing     |

### Phoenix
| Plats | Förare               | Team                 |
| ----- | -------------------- | -------------------- |
| 1     | Robby Gordon         | Walker Racing        |
| 2     | Michael Andretti     | Newman/Haas Racing   |
| 3     | Emerson Fittipaldi   | Marlboro Team Penske |
| 4     | Paul Tracy           | Newman/Haas Racing   |
| 5     | Jacques Villeneuve   | Team Green           |
| 6     | Raul Boesel          | Rahal-Hogan Racing   |
| 7     | Teo Fabi             | Forsythe Racing      |
| 8     | Al Unser Jr.         | Marlboro Team Penske |
| 9     | Scott Pruett         | Patrick Racing       |
| 10    | Christian Fittipaldi | Walker Racing        |

### Long Beach
| Plats | Förare              | Team                     |
| ----- | ------------------- | ------------------------ |
| 1     | Al Unser Jr.        | Marlboro Team Penske     |
| 2     | Scott Pruett        | Patrick Racing           |
| 3     | Teo Fabi            | Forsythe Racing          |
| 4     | Eddie Cheever       | A.J. Foyt Enterprises    |
| 5     | Maurício Gugelmin   | PacWest Racing           |
| 6     | Stefan Johansson    | Bettenhausen Motorsports |
| 7     | Eric Bachelart      | Payton/Coyne Racing      |
| 8     | Alessandro Zampedri | Payton/Coyne Racing      |
| 9     | Michael Andretti    | Newman/Haas Racing       |
| 10    | Danny Sullivan      | PacWest Racing           |

### Nazareth
| Plats | Förare             | Team                     |
| ----- | ------------------ | ------------------------ |
| 1     | Emerson Fittipaldi | Marlboro Team Penske     |
| 2     | Jacques Villeneuve | Team Green               |
| 3     | Stefan Johansson   | Bettenhausen Motorsports |
| 4     | Robby Gordon       | Walker Racing            |
| 5     | Eddie Cheever      | A.J. Foyt Enterprises    |
| 6     | Bobby Rahal        | Rahal-Hogan Racing       |
| 7     | Teo Fabi           | Forsythe Racing          |
| 8     | Scott Pruett       | Patrick Racing           |
| 9     | Adrián Fernández   | Galles Racing            |
| 10    | Raul Boesel        | Rahal-Hogan Racing       |

### Indianapolis 500
| Plats | Förare               | Team               |
| ----- | -------------------- | ------------------ |
| 1     | Jacques Villeneuve   | Team Green         |
| 2     | Christian Fittipaldi | Walker Racing      |
| 3     | Bobby Rahal          | Rahal-Hogan Racing |
| 4     | Eliseo Salazar       | Dick Simon Racing  |
| 5     | Robby Gordon         | Walker Racing      |
| 6     | Maurício Gugelmin    | PacWest Racing     |
| 7     | Arie Luyendyk        | Team Menard        |
| 8     | Teo Fabi             | Forsythe Racing    |
| 9     | Danny Sullivan       | PacWest Racing     |
| 10    | Hiro Matsushita      | Arciero Racing     |

### Milwaukee
| Plats | Förare               | Team                 |
| ----- | -------------------- | -------------------- |
| 1     | Paul Tracy           | Newman/Haas Racing   |
| 2     | Al Unser Jr.         | Marlboro Team Penske |
| 3     | Michael Andretti     | Newman/Haas Racing   |
| 4     | Teo Fabi             | Forsythe Racing      |
| 5     | Robby Gordon         | Walker Racing        |
| 6     | Jacques Villeneuve   | Team Green           |
| 7     | Christian Fittipaldi | Walker Racing        |
| 8     | Gil de Ferran        | Jim Hall Racing      |
| 9     | Jimmy Vasser         | Chip Ganassi Racing  |
| 10    | Adrián Fernández     | Galles Racing        |

### Detroit
| Plats | Förare             | Team                 |
| ----- | ------------------ | -------------------- |
| 1     | Robby Gordon       | Walker Racing        |
| 2     | Jimmy Vasser       | Chip Ganassi Racing  |
| 3     | Scott Pruett       | Patrick Racing       |
| 4     | Michael Andretti   | Newman/Haas Racing   |
| 5     | Al Unser Jr.       | Marlboro Team Penske |
| 6     | Adrián Fernández   | Galles Racing        |
| 7     | Teo Fabi           | Forsythe Racing      |
| 8     | Paul Tracy         | Newman/Haas Racing   |
| 9     | Jacques Villeneuve | Team Green           |
| 10    | Emerson Fittipaldi | Marlboro Team Penske |

### Portland
| Plats | Förare            | Team                     |
| ----- | ----------------- | ------------------------ |
| 1     | Al Unser Jr.      | Marlboro Team Penske     |
| 2     | Jimmy Vasser      | Chip Ganassi Racing      |
| 3     | Bobby Rahal       | Rahal-Hogan Racing       |
| 4     | Michael Andretti  | Newman/Haas Racing       |
| 5     | Raul Boesel       | Rahal-Hogan Racing       |
| 6     | Stefan Johansson  | Bettenhausen Motorsports |
| 7     | Maurício Gugelmin | PacWest Racing           |
| 8     | Robby Gordon      | Walker Racing            |
| 9     | Adrián Fernández  | Galles Racing            |
| 10    | Gil de Ferran     | Jim Hall Racing          |

### Road America
| Plats | Förare               | Team                     |
| ----- | -------------------- | ------------------------ |
| 1     | Jacques Villeneuve   | Team Green               |
| 2     | Paul Tracy           | Newman/Haas Racing       |
| 3     | Jimmy Vasser         | Chip Ganassi Racing      |
| 4     | André Ribeiro        | Tasman Motorsports       |
| 5     | Bobby Rahal          | Rahal-Hogan Racing       |
| 6     | Adrián Fernández     | Galles Racing            |
| 7     | Scott Pruett         | Patrick Racing           |
| 8     | Christian Fittipaldi | Walker Racing            |
| 9     | Teo Fabi             | Forsythe Racing          |
| 10    | Stefan Johansson     | Bettenhausen Motorsports |

### Toronto
| Plats | Förare               | Team                 |
| ----- | -------------------- | -------------------- |
| 1     | Michael Andretti     | Newman/Haas Racing   |
| 2     | Bobby Rahal          | Rahal-Hogan Racing   |
| 3     | Jacques Villeneuve   | Team Green           |
| 4     | Teo Fabi             | Forsythe Racing      |
| 5     | Robby Gordon         | Walker Racing        |
| 6     | Raul Boesel          | Rahal-Hogan Racing   |
| 7     | Adrián Fernández     | Galles Racing        |
| 8     | Paul Tracy           | Newman/Haas Racing   |
| 9     | Christian Fittipaldi | Walker Racing        |
| 10    | Emerson Fittipaldi   | Marlboro Team Penske |

### Cleveland
| Plats | Förare              | Team                     |
| ----- | ------------------- | ------------------------ |
| 1     | Jacques Villeneuve  | Team Green               |
| 2     | Bryan Herta         | Chip Ganassi Racing      |
| 3     | Jimmy Vasser        | Chip Ganassi Racing      |
| 4     | Bobby Rahal         | Rahal-Hogan Racing       |
| 5     | Danny Sullivan      | PacWest Racing           |
| 6     | Robby Gordon        | Walker Racing            |
| 7     | Michael Andretti    | Newman/Haas Racing       |
| 8     | Stefan Johansson    | Bettenhausen Motorsports |
| 9     | Alessandro Zampedri | Payton/Coyne Racing      |
| 10    | Eliseo Salazar      | Dick Simon Racing        |

### Michigan 500
| Plats | Förare               | Team                     |
| ----- | -------------------- | ------------------------ |
| 1     | Scott Pruett         | Patrick Racing           |
| 2     | Al Unser Jr.         | Marlboro Team Penske     |
| 3     | Adrián Fernández     | Galles Racing            |
| 4     | Teo Fabi             | Forsythe Racing          |
| 5     | Emerson Fittipaldi   | Marlboro Team Penske     |
| 6     | Stefan Johansson     | Bettenhausen Motorsports |
| 7     | Jimmy Vasser         | Chip Ganassi Racing      |
| 8     | Bobby Rahal          | Rahal-Hogan Racing       |
| 9     | Christian Fittipaldi | Walker Racing            |
| 10    | Jacques Villeneuve   | Team Green               |

### Mid-Ohio
| Plats | Förare                | Team                  |
| ----- | --------------------- | --------------------- |
| 1     | Al Unser Jr.          | Marlboro Team Penske  |
| 2     | Paul Tracy            | Newman/Haas Racing    |
| 3     | Jacques Villeneuve    | Team Green            |
| 4     | Adrián Fernández      | Galles Racing         |
| 5     | Bryan Herta           | Chip Ganassi Racing   |
| 6     | Maurício Gugelmin     | PacWest Racing        |
| 7     | Juan Manuel Fangio II | PacWest Racing        |
| 8     | Robby Gordon          | Walker Racing         |
| 9     | Jimmy Vasser          | Chip Ganassi Racing   |
| 10    | Eddie Cheever         | A.J. Foyt Enterprises |

### New Hampshire
| Plats | Förare               | Team                 |
| ----- | -------------------- | -------------------- |
| 1     | André Ribeiro        | Tasman Motorsports   |
| 2     | Michael Andretti     | Newman/Haas Racing   |
| 3     | Al Unser Jr.         | Marlboro Team Penske |
| 4     | Jacques Villeneuve   | Team Green           |
| 5     | Emerson Fittipaldi   | Marlboro Team Penske |
| 6     | Jimmy Vasser         | Chip Ganassi Racing  |
| 7     | Gil de Ferran        | Jim Hall Racing      |
| 8     | Christian Fittipaldi | Walker Racing        |
| 9     | Robby Gordon         | Walker Racing        |
| 10    | Bobby Rahal          | Rahal-Hogan Racing   |

### Vancouver
| Plats | Förare              | Team                     |
| ----- | ------------------- | ------------------------ |
| 1     | Al Unser Jr.        | Marlboro Team Penske     |
| 2     | Gil de Ferran       | Jim Hall Racing          |
| 3     | Robby Gordon        | Walker Racing            |
| 4     | Stefan Johansson    | Bettenhausen Motorsports |
| 5     | Bobby Rahal         | Rahal-Hogan Racing       |
| 6     | Scott Pruett        | Patrick Racing           |
| 7     | Emerson Fittipaldi  | Marlboro Team Penske     |
| 8     | Paul Tracy          | Newman/Haas Racing       |
| 9     | Alessandro Zampedri | Payton/Coyne Racing      |
| 10    | Raul Boesel         | Rahal-Hogan Racing       |

### Laguna Seca
| Plats | Förare            | Team                 |
| ----- | ----------------- | -------------------- |
| 1     | Gil de Ferran     | Jim Hall Racing      |
| 2     | Paul Tracy        | Newman/Haas Racing   |
| 3     | Maurício Gugelmin | PacWest Racing       |
| 4     | Michael Andretti  | Newman/Haas Racing   |
| 5     | Scott Pruett      | Patrick Racing       |
| 6     | Al Unser Jr.      | Marlboro Team Penske |
| 7     | Bobby Rahal       | Rahal-Hogan Racing   |
| 8     | Jimmy Vasser      | Chip Ganassi Racing  |
| 9     | Teo Fabi          | Forsythe Racing      |
| 10    | Adrián Fernández  | Galles Racing        |

## Slutställning
| Plats | Förare                | Team                     | Poäng |
| ----- | --------------------- | ------------------------ | ----- |
| 1     | Jacques Villeneuve    | Team Green               | 172   |
| 2     | Al Unser Jr.          | Marlboro Team Penske     | 161   |
| 3     | Bobby Rahal           | Rahal-Hogan Racing       | 128   |
| 4     | Michael Andretti      | Newman/Haas Racing       | 123   |
| 5     | Robby Gordon          | Walker Racing            | 121   |
| 6     | Paul Tracy            | Newman/Haas Racing       | 115   |
| 7     | Scott Pruett          | Patrick Racing           | 112   |
| 8     | Jimmy Vasser          | Chip Ganassi Racing      | 92    |
| 9     | Teo Fabi              | Forsythe Racing          | 83    |
| 10    | Maurício Gugelmin     | PacWest Racing           | 80    |
| 11    | Emerson Fittipaldi    | Marlboro Team Penske     | 67    |
| 12    | Adrián Fernández      | Galles Racing            | 66    |
| 13    | Stefan Johansson      | Bettenhausen Motorsports | 60    |
| 14    | Gil de Ferran         | Jim Hall Racing          | 56    |
| 15    | Christian Fittipaldi  | Walker Racing            | 54    |
| 16    | Raul Boesel           | Rahal-Hogan Racing       | 48    |
| 17    | André Ribeiro         | Tasman Motorsports       | 38    |
| 18    | Eddie Cheever         | A.J. Foyt Enterprises    | 33    |
| 19    | Danny Sullivan        | PacWest Racing           | 32    |
| 20    | Bryan Herta           | Chip Ganassi Racing      | 30    |
| 21    | Eliseo Salazar        | Dick Simon Racing        | 19    |
| 22    | Alessandro Zampedri   | Payton/Coyne Racing      | 15    |
| 23    | Eric Bachelart        | Payton/Coyne Racing      | 8     |
| 24    | Juan Manuel Fangio II | PacWest Racing           | 6     |
| 25    | Christian Danner      | Project Indy             | 6     |
| 26    | Arie Luyendyk         | Team Menard              | 6     |
| 27    | Parker Johnstone      | Comptech Racing          | 6     |
| 28    | Hiro Matsushita       | Arciero Racing           | 5     |
| 29    | Marco Greco           | Galles Racing            | 2     |
| 30    | Carlos Guerrero       | Dick Simon Racing        | 2     |
| 31    | Dean Hall             | Dick Simon Racing        | 1     |
| 32    | Scott Goodyear        | Tasman Motorsports       | 1     |
| 33    | Roberto Guerrero      | Pagan Racing             | 1     |
| 34    | Scott Brayton         | Team Menard              | 1     |